# Ponte delle Americhe
Il ponte delle Americhe (sp. Puente de las Américas, ingl. Bridge of the Americas) è un ponte stradale costruito a Panama che sovrappassa l'omonimo canale dal lato dell'oceano Pacifico.
Fu inaugurato nel 1962 con il nome di Thatcher Ferry Bridge; costato all'epoca 20 milioni di dollari, fu per 42 anni l'unico ponte permanente che univa le due Americhe fino all'inaugurazione del Ponte del Centenario nel 2004.

## Descrizione
Il ponte delle Americhe attraversa l'ingresso sul Pacifico del canale di Panama nei pressi di Balboa, vicino alla città di Panama. Fu costruito tra il 1952 ed il 1962 dagli Stati Uniti spendendo 20 milioni di dollari.
Il ponte è del tipo ad arco, con una lunghezza di 1,654 m suddivisi in 14 campate da riva a riva; l'arco principale misura 344 m. Il punto più alto è a 117 m sopra il livello del mare; la luce più alta è 61,3 m sul livello dell'acqua. Esistono ampie rampe d'accesso sui due lati ed un marciapiede per ogni lato.
Dal suo completamento nel 1962 fino all'apertura del Ponte del Centenario nel 2004, il ponte delle Americhe fu una parte fondamentale della strada Panamericana, in quanto era il solo ponte permanente ad attraversare il canale e quindi ad unire il Nordamerica con il Sudamerica dalla apertura del canale avvenuta nel 1914 (un piccolo ponte mobile stradale fu costruito nei pressi delle chiuse di Gatún ed uno stradale e ferroviario vicino a Miraflores nel 1942, ma entrambi sono utilizzabili solo quando le paratie delle chiuse non sono aperte; inoltre la loro capacità è limitata).

## Storia

### Scopo del ponte
Fin dall'inizio del progetto francese di costruire un canale, fu evidente che le città di Colón e Panama sarebbero risultate divise dal resto dello stato dal nuovo canale. Ciò costituì un problema già durante la costruzione, poiché le maestranze dovevano essere traghettate per attraversare il canale.
Dopo l'apertura del canale, il crescente numero di automobili e la costruzione di una nuova strada per la provincia di Chiriquí nella parte occidentale del paese fecero aumentare la necessità di avere dei punti di attraversamento. Il Panama Canal Mechanical Division nell'agosto del 1931 ordinò due traghetti, il "President Amador" ed il "President Washington". Il servizio di trasporto fu ampliato nell'agosto del 1940 con ulteriori mezzi, soprattutto per scopi militari.
Il 3 giugno 1942 un ponte mobile stradale e ferroviario fu inaugurato alle chiuse di Miraflores; anche se utilizzabile solo quando le navi non erano in transito, esso fornì un po' di sollievo al traffico sempre maggiore. Fu evidente che serviva una soluzione più efficace, ma intanto, nel novembre del 1942, fu aggiunto un altro traghetto, il "President Porras".

### Il progetto del ponte
L'idea di un ponte fisso attraverso il canale fu proposta come opera prioritaria già nel 1923. Le varie amministrazioni succedutesi a Panama fecero pressioni sugli Stati Uniti che controllavano la zona del canale e, nel 1955, il trattato Remón-Eisenhower impegnò gli Stati Uniti nella costruzione del ponte.
Fu stipulato un contratto di 20 milioni di dollari con la John F. Beasly & Company e la prima pietra fu posata il 23 dicembre 1958 davanti all'ambasciatore degli Stati Uniti Julian Harrington ed il presidente di Panama Ernesto de la Guardia Navarro. La costruzione iniziò il 12 ottobre 1959 ed andò avanti per due anni e mezzo.
L'inaugurazione avvenne il 12 ottobre 1962 con una grande cerimonia. La giornata cominciò con un concerto della banda dell'aeronautica statunitense e della Guarda Nazionale di Panama; seguirono i discorsi, preghiere, musica e l'inno di entrambe le nazioni. Il nastro fu tagliato da Maurice H. Thatcher dopo di che i presenti poterono attraversare il ponte. La cerimonia venne trasmessa in tutta la nazione per radio e televisione; furono adottate molte cautele per gestire l'enorme folla presente.

### Dopo la costruzione
Una volta aperto, il ponte costituì una parte importante della Panamericana con un transito di 9.500 veicoli al giorno; con l'aumento del traffico nel 2004 si sono registrati 35 000 passaggi al giorno. Il ponte è diventato un collo di bottiglia, quindi si è deciso di costruire il Ponte del Centenario che è diventato parte della Panamericana.

## Il nome
Il ponte fu inizialmente chiamato (soprattutto dagli statunitensi) Thatcher Ferry Bridge, dal nome del traghetto che attraversava il canale più o meno allo stesso punto. Il traghetto, a sua volta, derivava il suo nome da quello di Maurice H. Thatcher, un ex membro della commissione del canale, che introdusse la regolamentazione che istituì il traghetto, e che ebbe l'onore di tagliare il nastro all'inaugurazione del ponte.
Il nome non piaceva però al governo di Panama, che preferiva il nome "Ponte delle Americhe": questo nome fu reso ufficiale da un voto dell'Assemblea Nazionale il 2 ottobre 1962, dieci giorni prima dell'inaugurazione. Si riporta di seguito il testo della risoluzione adottata:
Il ponte sul canale di Panama porterà il nome di Ponte delle Americhe.
Tale nome sarà utilizzato esclusivamente per identificare tale ponte.
I funzionari del governo panamense dovranno rifiutare qualsiasi documento in cui sia fatto riferimento al ponte con qualsiasi altro nome diverso da "Ponte delle Americhe".
Una copia di questa risoluzione, con nota di stile adeguata, dovrà essere inviata a tutti gli organi legislativi del mondo, in modo che tutti possano dare al ponte il nome scelto da questa onorevole assemblea, in conformità con l'espressa volontà del popolo panamense.
Approvato nella città di Panama nel secondo giorno del mese di ottobre del millenovecentosessantadue.
Presidente, Jorge Rubén Rosas
Segretario, Alberto Arango N.
È interessante notare che, durante la cerimonia di inaugurazione, il sottosegretario di Stato statunitense George W. Bell disse nel suo discorso: possiamo guardare oggi a questo ponte come ad un nuovo ed importante passo verso la realizzazione del sogno di una autostrada Panamericana, che è ora praticamente una realtà. Il grande ponte che inauguriamo oggi - davvero un ponte delle Americhe - completa l'ultima parte dell'autostrada dagli Stati Uniti a Panama.